# Plinthocoelium schwarzi
Plinthocoelium schwarzi es una especie de escarabajo longicornio del género Plinthocoelium, tribu Callichromatini, orden Coleoptera. Fue descrita científicamente por Fisher en 1914.
El período de vuelo ocurre durante los meses de marzo, abril y mayo.

## Descripción
Mide 28-35 milímetros de longitud.

## Distribución
Se distribuye por México y Estados Unidos.